# Торакусу Ямаха
Торакусу Ямаха (яп. 山葉寅楠, 20 квітня 1851 — 8 серпня 1916) — перший в Японії виробник фісгармоній та засновник  компанії «Nippon Gakki Co Ltd», яка в подальшому стала компанією «Yamaha». Окрім виготовлення музичних інструментів, він також захоплювався бойовими мистецтвами і кендо, японським фехтуванням на бамбукових мечах. У віці 35 років організував компанію з виготовлення музичних інструментів  «Nippon Gakki Co Ltd»,  головне виробництво якої знаходилося в Ітаямасі[джерело не вказане 1740 днів], провінція Хамамацу, а також почав робити піаніно та інші музичні інструменти.

## Біографія

### До основ «Nippon Gakki Co Ltd»
Торакусу був молодшим сином і третьою дитиною у своїй сім'ї. Його батько був астрономом клану Кісю, завдяки чому Торакусу прочитав багато книжок з астрономії і захопився машинами та технологіями. Коли Торакусу було двадцять років, відбулася реставрація Мейдзі, яка докорінно змінила суспільне життя Японії. Торакусу бачив, що культурне просвітництво обіцяє йому багато можливостей. В 1871 Торакусу відправився в Нагасакі і почав займатися виробництвом годинників під керівництвом англійського інженера. Після кількох років навчання він став експертом у годинниковій справі, а потім зацікавився медичним обладнанням. Для того, щоб його вивчити, Торакусу переїхав до Осаки, де він оселився та жив за магазином медичного обладнання   .
У 1886 році, у віці 35 років, він вирушив до Хамамацу, щоб займатися ремонтом медичного обладнання. Проте, оскільки Хамамацу на той час було невеликим містом, Торакусу не міг заробляти на життя лише ремонтом медичного обладнання, тому він займався також ремонтом годинників і навіть був рикшею у директора лікарні. Місцева початкова школа попросила Торакусу Ямаха відремонтувати зламану фісгармонію, оскільки в маленькому місті не знайшлося жодного кваліфікованого фахівця, щоб зробити ремонт. Взявшись за справу, Ямаха незабаром виявив причину несправності — було зламано дві пружини — і зміг зробити нові пружини самостійно. За фінансової допомоги директора лікарні Хамамацу, Тоясаку Фукусіми, Торакусу вирішив почати виробництво сучасних музичних інструментів у тісній майстерні з допомогою колег, з якими він ремонтував медичне обладнання  .
В 1887, через два місяці після початку роботи, була створена перша японська фісгармонія  . Отримавши негативні відгуки, він вирішив проконсультуватися зі спеціалістами у Токіо, в Університеті мистецтв та музики. Щоб доставити інструмент до університету, Ямаха ніс його на плечі до Токіо, тобто протягом 250 кілометрів. Університетські професори сказали Ямаху, що конструкція інструменту була погано продумана. Йому дозволили протягом місяця відвідувати лекції в університеті з різних музичних предметів. Повернувшись до Хамамацу, Торакусу за два місяці, що залишилися до кінця року, побудував другий орган. Цей орган отримав добру оцінку: «такий же хороший, як зарубіжний». Незабаром після цього Ямаха отримав перше замовлення на сім інструментів, у тому числі один для губернатора Сідзуока .
У березні 1888 року Торакусу Ямаха розпочав виробництво піаніно у занедбаному храмі в Хамамацу. До цієї роботи були залучені теслярі та червонодеревники[джерело не вказане 1740 днів] .

### Компанія «Nippon Gakki Co Ltd»
У 1887 році Торакусу заснував компанію «Nippon Gakki Co Ltd» (у перекладі з яп. - «японські музичні інструменти»). Логотипом нової компанії він вирішив використовувати зображення китайського фенікса з камертоном у дзьобі. Після заснування компанії він організував завод із сучасними складальними лініями. У 1889 році міністр освіти попросив президента компанії вивчити питання про постачання музичних інструментів до шкіл. У тому ж році компанія Nippon Gakki поставила школам Японії майже 250 піаніно. Після цього успіху компанія розпочала виробництво піаніно, губних гармонік та ксилофонів  .
Як засновник компанії, Торакусу Ямаха також навчив інструментальному виробництву свого учня на ім'я Коїті Каваї, якому на той час було 11 років. Коли Каваї виріс, він відкрив компанію Kawai Musical Instruments і став конкурентом Yamaha  .

### Смерть
Торакусу Ямаха помер у віці 65 років 8 серпня 1916 року в Токіо. Після його смерті пост генерального директора Nippon Gakki зайняв віце-президент Хіомару Амано.